# Thuật toán Chudnovsky
Thuật toán Chudnovsky là một phương pháp giúp tính toán nhanh số π. Anh em nhà Chudnovsky đã giới thiệu thuật toán này để tính đến hơn một tỉ chữ số của π . Thuật toán này nhanh hơn 35% so với thuật toán tương tự của Srinivasa Ramanujan .
Thuật toán này dựa trên thuật toán của Srinivasa Ramanujan và cho ra 14 chữ số của chữ số π mỗi số hạng:
{\displaystyle {\frac {1}{\pi }}=12\sum _{k=0}^{\infty }{\frac {(-1)^{k}(6k)!(13591409+545140134k)}{(3k)!(k!)^{3}640320^{3k+3/2}}}.\!}